# South San Francisco
South San Francisco és una població dels Estats Units a l'estat de Califòrnia. Segons el cens del 2000 tenia 60.552 habitants.

## Demografia
Segons el cens del 2000, South San Francisco tenia 60.552 habitants, 19.677 habitatges, i 14.659 famílies. La densitat de població era de 2.591,9 habitants/km².
Dels 19.677 habitatges en un 35,2% hi vivien nens de menys de 18 anys, en un 55,8% hi vivien parelles casades, en un 13,2% dones solteres, i en un 25,5% no eren unitats familiars. En el 19,9% dels habitatges hi vivien persones soles el 9% de les quals corresponia a persones de 65 anys o més que vivien soles. El nombre mitjà de persones vivint en cada habitatge era de 3,05 i el nombre mitjà de persones que vivien en cada família era de 3,51.
Per edats la població es repartia de la següent manera: un 24,2% tenia menys de 18 anys, un 9,2% entre 18 i 24, un 32% entre 25 i 44, un 22% de 45 a 60 i un 12,6% 65 anys o més.
L'edat mediana era de 36 anys. Per cada 100 dones de 18 o més anys hi havia 95,5 homes.
La renda mediana per habitatge era de 61.764 $ i la renda mediana per família de 66.598 $. Els homes tenien una renda mediana de 41.442 $ mentre que les dones 35.452 $. La renda per capita de la població era de 23.562 $. Entorn del 3,5% de les famílies i el 5,2% de la població estaven per davall del llindar de pobresa.

## Poblacions més properes
El següent diagrama mostra les poblacions més properes.